# Chu Hoàng Diệu Linh
Chu Hoàng Diệu Linh (* 11. Januar 1994 in Hanoi) ist eine vietnamesische Taekwondoin. Sie startet in der Gewichtsklasse bis 67 Kilogramm.
Chu Hoàng bestritt ihre ersten internationalen Titelkämpfe bei der Weltmeisterschaft 2011 in Gyeongju, sie schied jedoch nach ihrem Auftaktkampf aus. Im gleichen Jahr konnte sie beim asiatischen Olympiaqualifikationsturnier in Bangkok in der Klasse bis 67 Kilogramm das Finale gegen Sousan Hajipour erreichen und sich für die Olympischen Spiele 2012 in London qualifizieren. Bei den Spielen war sie die jüngste Teilnehmerin im Taekwondo.
Chu Hoàng trainierte an der Sportschule CLB Tây Hồ unter Hồ Anh Tuấn.